# Алёшкин, Пётр Фёдорович
Пётр Фёдорович Алёшкин (род. 24 июня 1949, Масловка, Тамбовская область) — советский, затем российский писатель и издатель, доктор исторических наук, академик РАЕН.

## Биография
Родился в деревне Масловка Тамбовской области в крестьянской семье.
В 1974 году окончил факультет русского языка и литературы Тамбовского педагогического института, в 1980 году — сценарное отделение ВГИКа.
В 1982—1987 годах — редактор, заведующий редакцией в издательстве «Молодая гвардия».
В 1986 году принят в Союз писателей СССР.
В 1987 перешёл на творческую работу.
В 1989 году создал литературно-редакционное агентство «Глагол», где выпустил книги Сергея Максимова «Нечистая, неведомая и крестная сила», Николая Бердяева «Судьба России», сборник «Отречение Николая II», альманах «Глагол» и др.
В том же году избран директором нового издательства московских писателей «Столица».
В 1990 году создал газету «Воскресенье», воссоздал журналы «Русский архив» и «Нива».
В 1991 году возглавил новое издательство «Голос», в короткий срок ставшее одним из крупнейших в России.
В 1992 году, по инициативе Петра Алешкина, «Голос» совместно с секретариатом Союза писателей России учредили первую в России независимую литературную премию имени Льва Толстого; председателем жюри стал П. Ф. Алёшкин, а первыми лауреатами — Василий Белов и Валентин Распутин.
Член Союза писателей России (с 1986), член правления и секретарь правления Союза писателей России (1990—2009), член Президиума Литературного фонда России (1992—2009), генеральный директор издательства «Голос-Пресс» (с 1990).
Главный редактор Общероссийского молодёжного журнала «Наша молодёжь» (с 2009), директор Общероссийского молодёжного телеканала «ОРТ Молодёжный» (с 2011), главный редактор сетевого журнала nasha-molodezh.ru (с 2010), генеральный продюсер киностудии «Наша молодёжь» (с 2013), вице-президент Фонда «Наша молодёжь».
В 2004 году защитил кандидатскую диссертацию («Крестьянское движение в Тамбовской губернии в 1920—1921 гг. „Антоновщина“»).
В 2012 — докторскую диссертацию («Крестьянское протестное движение в России в условиях политики военного коммунизма и её последствий 1918—1922 гг.»).
В 2017 году избран действительным членом Международной славянской академии наук, образования, искусств и культуры.
В 2020 году избран действительным членом Российской Академии Естественных Наук.
Живёт в Москве.

## Общественная позиция
В 2022 году подписал письмо в поддержку российского военного вторжения на Украину.

## Семья
Жена — Татьяна Васильевна Алёшкина

## Творчество
Первая повесть «Рачонок, Кондрашин и др.» была опубликована в 1976 году в сборнике «Солнечные зажинки»;
Первая авторская книга «Все впереди» вышла в 1977 году.
Произведения Петра Алешкина печатали журналы «Знамя», «Континент», «Грани», «Октябрь», «Наш современник», «Литературная учёба», «Нива», «Русский архив», «Подъём» и др.
В 1992 году выпустил трёхтомное собрание сочинений, в которое вошли три романа, ряд повестей и рассказов.
В 2003—2004 годах издан шеститомный цикл произведений «Русская трагедия», в который вошли пять романов, повести и рассказы.
В 2018 году опубликовано 23-томное собрание сочинений, в которое вошли как художественные, так и исторические произведения.
Произведения Петра Алешкина изданы в США, Франции, Германии, Китае, Португалии, Сирии. Суммарный тираж его произведений превышает три с половиной миллиона экземпляров.

### Избранные сочинения
- Всё впереди. Повесть и рассказы. Киев, «Молодь», 1977;
- Там, где солнечные дни. Рассказы. Харьков, «Прапор», 1980;
- Тихие дни осени: Повесть и рассказы. М., «Современник», 1985;
- День и вечер. Повести и рассказы. М., «Московский рабочий»,1988;
- Заросли: Роман. М., «Советский писатель», 1989;
- Собрание сочинений в трёх томах. М., «Голос», 1992;
- Лимитчики. Роман. М., «Голос», 1994;
- Я — убийца. Роман, повести, рассказы. М., «Голос», 1995;
- Я — террорист: Повести. М., «Голос», 1995;
- Похищение. Романы. М., «ЭКСМО», 1997 (Совместно с В. Козловым и А. Коновко под псевдонимом Андрей Макаров);
- Смертники. Роман. М., «ЭКСМО», 1997 (Совместно с В. Кодоловым и А. Коновко под псевдонимом Андрей Макаров);
- Лагерная учительница: Роман, повести, рассказы. М., «Голос», 1999;
- Цикл произведений «Русская трагедия»:
- Откровение Егора Анохина. Роман. М., «АСТ», 2003;
- Беглецы: Роман, повести, рассказы. М., «АСТ», 2003;
- Костер в тумане: книга любви. Рассказы. М., «АСТ», 2003;
- Трясина Ульт-Ягуна: Роман, повесть. М., «АСТ», 2003;
- Герой наших дней. Роман, рассказы. М., «АСТ», 2004;
- В джунглях Москвы: Роман. М. «АСТ», 2004;
- Богородица. Роман. Время великой скорби. Трагедия. М. «Наша молодёжь», 2012
- Хлеб и кровь. Два романа. Повесть. Рассказы. М. «Голос-Пресс», 2015
- Богородица. Роман. М. «Наша молодёжь», 2015
- Судный час. Киносценарии (В соавторстве с Владимиром Чеботаевым). Ридеро. 2016.
- Жизнь Девы Марии. Киносценарий. Ридеро. 2016.
- Вишнёвая любовь. Киносценарии. Ридеро. 2016.
- Победитель. Киносценарии. Ридеро. 2016.
- Предательство. В борьбе за литературу. Ридеро. 2016.
- Моя тропинка. О писателях, о литературе, о кино, о молодёжи, о мифах и о себе. Ридеро. 2016.
- В джунглях Москвы. Роман. Ридеро. 2016.
- Богородица. Роман. Ридеро. 2016
- Пермская обитель. Рассказы о любви. Ридеро. 2016
- Сны Ивана. Рассказы. Ридеро. 2016
- Время зверя. Криминальные повести и рассказы. Ридеро. 2016
- Спасители России. Сатирические повесть и рассказы. Ридеро. 2016
- Беглецы. Роман. Ридеро. 2016
- Герой наших дней. Роман. Ридеро. 2016
- Откровение Егора Анохина. Роман. Ридеро. 2016
- Трясина Ульт-Ягуна. Роман. Ридеро. 2016
- Зыбкая тень. Повесть. Ридеро. 2016
- Юность моя — любовь да тюрьма. Рассказы о любви. Ридеро. 2016.
- Дневник писателя. Как я рубил окно в литературу. Наша молодёжь. 2022
- Дневник писателя. Как убивали русскую литературу. Наша молодёжь. 2022
- Дневник писателя. Как я вёл информационную войну. Наша молодёжь. 2023

На других языках
- «Killers are storming the parliament». Новеллы. США, Нью-Йорк, издательство «Woodpecker», 1995;
- «Штурмуя парламент». Новеллы. ФРГ. Франкфурт-на-Майне. 1996;
- «Moscou en otage». Роман. Париж, издательство «Pierre-Andre», 1996;
- «La mafia russe a Paris». Роман. Париж, издательство «Pierre-Andre», 1996;
- «Я — убийца». Повести и рассказы. Нанкин, издательство «Yilin Press», 1999;
- «Герой наших дней». Роман. Журнал «Переводы». Нанкин. 2005 год;
- «Три рассказа о любви». Журнал «Иностранная литература». Пекин. 2005 год.

## Отзывы
О произведениях Петра Алешкина изданы книги:
- Петр Кошель. «Тропа тамбовского волка». М.: Советский писатель, 1999.
- Ирина Шевелева. «Душа нежна. О прозе Петра Алешкина». М.: Магистр. 2003.
- Валерий Куклин. Русская трагедия глазами русских писателей. М.: Голос-Пресс. 2006.
- Два ангела на плечах. Сборник. Ридеро. 2016

Ирина Шевелева, анализируя произведения Петра Алешкина, пришла к выводу, что он привнёс в русскую литературу «принцип забвения» и «поток действия».

## Научная деятельность

### Избранные труды
- Крестьянское движение в Тамбовской губернии в 1920—1921 гг. — Тамбов, 2005.
- Борьба за народ в гражданской войне: аграрное законотворчество в белом движении. — Тамбов, 2004.
- Красный флаг над мятежным Кронштадтом. — «Нева-5», 2004.
- Крестьянские восстания в Сибири в 1920 г. — Омск: Сибирское время, 2005.
- Западно-Сибирское восстание 1921 г.: за Советы без коммунистов. — Омск: Сибирское время, 2005. — (Серия: Крестьянство России: XX век)
- Феномен крестьянского повстанчества в Поволжье: «Чапанка», «Вилочное восстание», Серовщина. — М.: Голос-Пресс, 2006.
- Антирелигиозная политика Советского государства: причины и формы сопротивления крестьянства. — М.: Наш современник, 2006.
- Махновщина: мечта о вольном крестьянском рае. — Харьков: Слобожанщина, 2006. — (Серия: Крестьянство России: XX век)
- Национальные особенности протестного движения в регионах России. — Тамбов, 2006. — (Серия: Крестьянство России: XX век)
- Судьба земледелия и крестьянства: дискуссия о грядущем обществе. — М.: изд-во «МосГУ», 2007. — (Серия: Крестьянство России: XX век)
- Крестьянская война в России: 1918—1922 гг. — М.: изд-во «МосГУ», 2007.
- Переход к НЭПу в 1921—1922 гг.: рецидивы военного коммунизма и противоречия новой политики. — М.: Голос-Пресс, 2007.
- Алёшкин П. Ф., Васильев Ю. А. Штурм неба в Советской России: эксперимент коммунаров XX века. — М.: изд-во «МосГУ», 2007. — (Серия: Крестьянство России: XX век)
- Алёшкин П. Ф., Васильев Ю. А. Крестьянская война в России в условиях политики военного коммунизма и её последствий (1918—1922 гг.) / Рецензенты: д. и. н. В. Д. Ткаченко, д. и. н. В. Г. Кошкидько. — М.: Голос-Пресс, 2010. — 576 с. — 1000 экз. — ISBN 978-5-7117-0194-0.
- Алёшкин П. Ф., Васильев Ю. А. Крестьянские восстания в России в 1918—1922 гг. От махновщины до антоновщины. — М.: Вече, 2012.
- Крестьянское протестное движение в России в условиях политики военного коммунизма и её последствий (1918—1922 гг.). — М.: Книга, 2012. — 624 стр.
- Алешкин П. Ф., Васильев Ю. А. Крестьянская война за Советы против коммунистов (1918—1922 гг.). Статьи. Ридеро. 2016.
- Алешкин П. Ф., Васильев Ю. А. Причины и корни крестьянских восстаний в Советской России (1918—1922 гг.). Статьи. Ридеро 2016.
- Алешкин П. Ф., Васильев Ю. А. Крестьянские восстания в Советской России (1918—1922 гг.) в 2-х томах. Ридеро. 2016.
- Тамбовское восстание (1920—1921 гг.). Ридеро. 2016.

## Награды и признание
- Серебряная медаль ВДНХ (1984) — за книгу, которую придумал и сделал сам
- Почетная грамота издательства ЦК ВЛКСМ «Молодая гвардия» (1986)
- Почетная грамота Государственного комитета СССР по делам издательств, полиграфии и книжной торговли (1986)
- Почетная грамота МВД СССР (1987)
- Почетная грамота ЦК ВЛКСМ (1987)
- Лауреат Литературной премии имени Л. Н. Толстого за шеститомник "Русская трагедия) (2007)
- Лауреат литературной премии имени Н.М. Карамзина «Карамзинский крест» (2012) — за книгу «Крестьянские восстания в Советской России в 1918—1922 гг. От махновщины до антоновщины», написанную совместно с Ю. А. Васильевым.
- Лауреат Литературной премии «Серебряный крест» за роман «Богородица» (2014)
- Золотая медаль и Диплом победителя Всероссийского конкурса СМИ «Патриот России» (2016)
- Лауреат Международного литературного конкурса имена Андрея Платонова «Умное сердце» (2018)
- Грамота Президента РФ Владимира Путина за вклад в подготовку и проведение XIX Всемирного фестиваля молодежи и студентов 2017 года в Сочи (2018)
- Золотая медаль и Диплом победителя Всероссийского конкурса СМИ «Патриот России» (2019)
- Почётная грамота Федерального агентства по печати и массовым коммуникациям (2019)
- Диплом имени И. А. Бунина «За верность отечественной литературе» с вручением медали «И. А. Бунин (1870—1953)» «За верное служение русской литературе» (2019)
- 2020 — Медаль ордена «За заслуги перед Отечеством» II степени (21 сентября 2020 года) — за заслуги в развитии отечественных средств массовой информации и многолетнюю добросоветсную работу[2].